# 新宿ハイジアV-1
新宿ハイジアV-1（しんじゅくハイジアブイワン）は、東京都新宿区歌舞伎町にある劇場である。

## 概要
新宿・歌舞伎町に2010年5月オープン。東京都健康プラザハイジアの地下1階に位置する。新宿バッシュ!!や新宿バティオスなどと同じくバイタスグループが運営する。キャパシティは約70席である。

## アクセス
- 西武新宿線・西武新宿駅から徒歩2分。都営大江戸線・新宿西口駅から徒歩6分。
- 新宿区歌舞伎町2-44-1 ハイジアB1